# Acentroscelus secundus
Acentroscelus secundus là một loài nhện trong họ Thomisidae.
Loài này thuộc chi Acentroscelus. Acentroscelus secundus được Cândido Firmino de Mello-Leitão miêu tả năm 1929.